# خورخه دل کاستیلو
خورخه دل کاستیلو (انگلیسی: Jorge Del Castillo زاده ۲ ژوئیهٔ ۱۹۵۰) یک سیاست‌مدار اهل پرو است. وی از ژوئیه ۲۰۰۶ تا اکتبر ۲۰۰۸ نخست‌وزیر این کشور بود.